# 東點 (阿拉巴馬州)
東點（英語：East Point）是一個位於美國阿拉巴馬州卡爾曼縣的非建制地區和人口普查指定地區。根據2010年美國人口普查，該地人口為201人。

## 地理
東點的座標為34°10′59″N 86°47′37″W / 34.18305°N 86.79361°W，而該地最高點為海拔高度250米（即810英尺）。